# Eulithis annexa
Eulithis annexa là một loài bướm đêm trong họ Geometridae.